# Équipe de Belgique de football en 1909
Maillots
Chronologie
Saison précédente Saison suivante
L'équipe de Belgique de football dispute quatre matchs en 1909 contre des sélections néerlandaise, française et anglaise. Si les internationaux belges ouvrent une période de victoires fréquentes contre les Français, ils sont largement dominés par l'équipe des Pays-Bas et surtout celle de l'Angleterre.

## Résumé de la saison

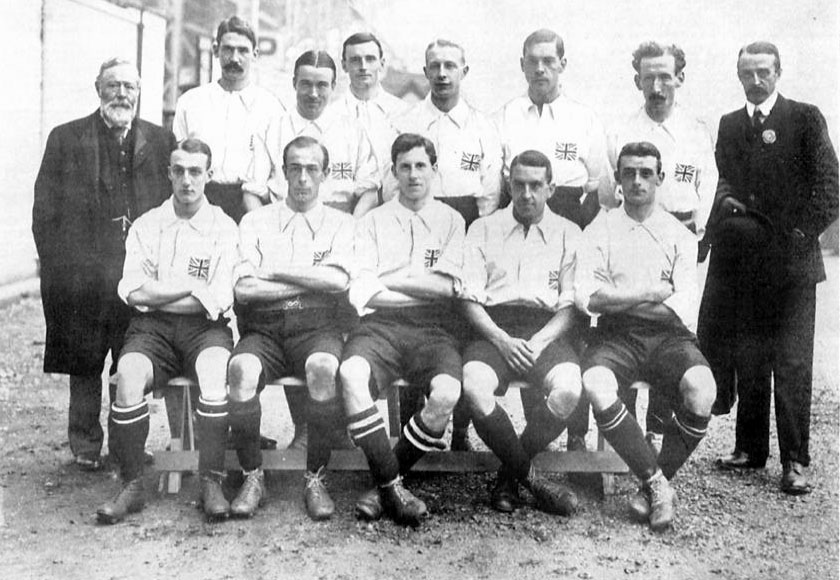
L'équipe d'Angleterre amateur, médaille d'or aux Jeux olympiques de 1908, écrase les Belges (11-2), la plus large défaite de leur histoire.

Après une mise en bouche non officielle, le 3 janvier 1909 à Bruxelles, face aux professionnels anglais du club de Shepherd's Bush (en) achevée sur une défaite (1-3),, quatre rencontres officielles sont au programme de l'équipe belge cette année : la traditionnelle double confrontation avec les Pays-Bas et l'habituelle rencontre contre la France ainsi qu'un déplacement à Londres pour y rencontrer une seconde fois les amateurs anglais.
En préparation à la confrontation face à leurs voisins du Nord, les Belges rencontrent de manière officieuse l'équipe haguenoise de H.B.S.et s'inclinent (1-4) , le 24 février en présence du prince Albert. Un mois plus tard, le 21 mars à Anvers, la Coupe Van den Abeele est à nouveau remportée par les Pays-Bas sur un score identique (1-4),,,.  Cette victoire porte le palmarès des Néerlandais à quatre trophées contre un seul aux Belges, du moins depuis l'officialisation des rencontres.
Le 17 avril, les Diables Rouges se rendent à Londres où ils reçoivent une nouvelle leçon de football de la délégation anglaise d'amateurs, fraîchement auréolée de la médaille d'or aux JO 1908, et sont étrillés (11-2),. Cette rencontre se déroule sur le terrain de Tottenham devant quatre mille personnes, une foule record pour une époque où le football était loin de faire partie des sports les plus populaires, même dans sa patrie d'origine. Il ne se trouva toutefois personne au pays pour faire grief aux internationaux belges de cette dégelée, ni de la précédente d'ailleurs, ces rendez-vous étant unanimement considérés comme positifs et sources d'apprentissage, le niveau des Anglais, même amateurs, étant largement supérieur.
À Rotterdam, le 25 avril, les Pays-Bas punissent à nouveau leurs voisins belges (4-1)  avec notamment un triplé d'Edu Snethlage,. Ils s'emparent ainsi de leur 3e Rotterdamsch Nieuwsblad Beker.
La Belgique finit l'année sur une bien meilleure note avec une très nette victoire à domicile (5-2),, le 9 mai à Uccle, sur leurs voisins français. Les Diables Rouges allaient d'ailleurs assez fréquemment s'imposer contre les « Bleus », souvent facilement, jusqu'aux années 1930. Robert De Veen inscrivit trois nouveaux buts lors de cette rencontre et allait devenir l'un des artificiers les plus prolifiques de l'équipe nationale belge avec 26 roses (buts) à son actif à l'issue de sa carrière internationale.
Le Comte Joseph d'Oultremont, futur président fédéral, rejoint le comité de sélection le 27 septembre.

## Les matchs
| Match amical Coupe Van den Abeele                             | Belgique     | 1 - 4   | Pays-Bas                                                          | Kiel Anvers, Belgique                       |                                             |
| 21 mars 1909 · 14:45 heure locale · Historique des rencontres | Poelmans 63e | (0 – 3) | Snethlage 11e · Kessler (nl) 19e · Welcker 38e · Lutjens (nl) 79e | Spectateurs : 6 000 Arbitrage : Thomas Kyle | Spectateurs : 6 000 Arbitrage : Thomas Kyle |
| 21 mars 1909 · 14:45 heure locale · Historique des rencontres | Rapport      |         |                                                                   | Spectateurs : 6 000 Arbitrage : Thomas Kyle | Spectateurs : 6 000 Arbitrage : Thomas Kyle |

| Match amical                                                   | Angleterre amateur                             | 11 - 2  | Belgique | White Hart Lane Londres, Angleterre                  |                                                      |
| 19 avril 1909 · 15:30 heure locale · Historique des rencontres | Stapley · Dunning · Raine · Woodward · Chapman | (7 – 1) | De Veen  | Spectateurs : 4 000 Arbitrage : Christiaan Groothoff | Spectateurs : 4 000 Arbitrage : Christiaan Groothoff |
| 19 avril 1909 · 15:30 heure locale · Historique des rencontres | Rapport                                        |         |          | Spectateurs : 4 000 Arbitrage : Christiaan Groothoff | Spectateurs : 4 000 Arbitrage : Christiaan Groothoff |

Note : Les minutes des buts n'ont été enregistrées, ni chez les Anglais, ni chez les Belges.
| Match amical Rotterdamsch Nieuwsblad Beker                     | Pays-Bas                                | 4 - 1   | Belgique     | Prinsenlaan Rotterdam, Pays-Bas                |                                                |
| 25 avril 1909 · 14:30 heure locale · Historique des rencontres | Lutjens (nl) 2e · Snethlage 21e 32e 54e | (3 – 0) | Goossens 58e | Spectateurs : 10 000 Arbitrage : John Howcroft | Spectateurs : 10 000 Arbitrage : John Howcroft |
| 25 avril 1909 · 14:30 heure locale · Historique des rencontres | Rapport                                 |         |              | Spectateurs : 10 000 Arbitrage : John Howcroft | Spectateurs : 10 000 Arbitrage : John Howcroft |

| Match amical                                                | Belgique                                            | 5 - 2   | France                 | Stade du Vivier d'Oie Uccle, Belgique                 |                                                       |
| 9 mai 1909 · 15:30 heure locale · Historique des rencontres | De Veen 30e 41e 80e · Van Hoorden 83e · Theunen 85e | (2 – 0) | Mouton 60e · Rigal 89e | Spectateurs : 1 500 Arbitrage : James Schumacher (hu) | Spectateurs : 1 500 Arbitrage : James Schumacher (hu) |
| 9 mai 1909 · 15:30 heure locale · Historique des rencontres | Rapport                                             |         |                        | Spectateurs : 1 500 Arbitrage : James Schumacher (hu) | Spectateurs : 1 500 Arbitrage : James Schumacher (hu) |

## Les joueurs
| Joueurs                | Joueurs                  | Amical | Amical | Amical | Amical |
| ---------------------- | ------------------------ | ------ | ------ | ------ | ------ |
| Gardiens de but        |                          |        |        |        |        |
| Robert Hustin          | Racing Club de Bruxelles | 90     |        |        | 90     |
| Godefroid Van Melderen | Daring Club de Bruxelles |        | 90     | 90     |        |
| Défenseurs             |                          |        |        |        |        |
| Roger Piérard          | Union Saint-Gilloise     | 90     |        |        |        |
| Edgard Poelmans        | Union Saint-Gilloise     | 90     |        |        |        |
| Charles Cambier        | FC Brugeois              | 90     | 90     | 90     | 90     |
| Jacques Sterckval      | Racing Club de Bruxelles |        | 90     | 90     |        |
| Albert Friling         | Beerschot AC             |        | 90     |        |        |
| Émile Andrieu          | Racing Club de Bruxelles |        |        | 90     | 90     |
| Hector Tasson          | Racing Club de Bruxelles |        |        | 90     | 90     |
| Joseph Robyn           | Daring Club de Bruxelles |        |        |        | 90     |
| Milieux                |                          |        |        |        |        |
| Camille Van Hoorden    | Racing Club de Bruxelles | 90     |        | 90     | 90     |
| Georges Pootmans       | Beerschot AC             | 90     | 90     | 90     | 90     |
| Prosper Braeckman      | Daring Club de Bruxelles |        | 90     |        |        |
| Maurice Lefebvre       | Daring Club de Bruxelles |        | 90,    |        |        |
| Fernand Goossens       | Racing Club de Bruxelles |        | 90     | 90     | 90     |
| Laurent Theunen        | Daring Club de Bruxelles |        |        | 90     | 90     |
| Attaquants             |                          |        |        |        |        |
| Maurice Vertongen      | Racing Club de Bruxelles | 90     |        |        |        |
| Robert De Veen         | FC Brugeois              | 90     | 90     | 90     | 90     |
| Georges Hebdin         | Union Saint-Gilloise     | 90     |        |        |        |
| Louis Saeys            | CS Brugeois              | 90     | 90     |        |        |
| Edgard Van Boxtaele    | FC Brugeois              | 90     | 90     | 90     | 90     |

1. 1 2 3 4 5 6 7 8  Dernière sélection officielle pour le joueur.
2. 1 2 3 4 5  Première sélection officielle pour le joueur.
3. ↑  Premier but officiel pour le joueur.

## Sources